# أفورياز
أفورياز. (بالفرنسية: Avoriaz)‏، هو محطة للتزلج يقع على ارتفاع 1800 م على حدود بلدية مورزين في سافوا العليا في فرنسا ويمر عبر فاليه. تم افتتاحه في عام 1966.